# José María Aguilar Porrás
José María «Indio» Aguilar Porrás (San Ramón, 3 de mayo de 1891 - Buenos Aires, 21 de diciembre de 1951) fue un guitarrista, cantante y compositor uruguayo.

## Biografía
Hasta 1920 trabajó en Uruguay con el payador Juan Pedro López. Ese año cruzó el Río de la Plata con un compatriota para presentarse como guitarrista en el salón La Argentina y el Teatro Nacional de Buenos Aires. En 1922 grabó solos de guitarra para el sello discográfico RCA Victor y el año siguiente un dúo con Enrique Maciel y más tarde con Pagés.
Fue acompañante de Agustín Magaldi (y de su dúo Magaldi-Noda), de Ignacio Corsini (quien fue el primero que lo secundó en las grabaciones de sus discos), Gómez-Vila, Pelaia-Catán, Alberto Vila, Adhelma Falcón (hermana de Ada Falcón) y Carlos Gardel, con quien viajó a Europa.

## Composiciones
Sus composiciones llevan letras propias o fueron hechas en colaboración con Enrique Cadícamo, Celedonio Esteban Flores, José M. Macías, Eugenio Cárdenas o Juan Pedro López.
Merecen la cita sus tangos El abrojal, A mi palomita, El gran técnico, Cuando me entrés a fallar, Perro, Entre dos luces, Esa es mi tipo; sus estilos La espera, Al pie de la reja, El pañuelo de seda, El facón, La mañanita, Quejas y Luna gaucha; sus zambas Las margaritas y El biguá; su vals Cuando miran tus ojos, que tienen letras de Cele Flores, Francisco Brancatti, José Antonio Saldías, Ignacio Corsini, Atilio Supparo, Juan M. Velich, Eugenio Cárdenas, Salvador Riese, Cadícamo y que llevaron al disco Corsini, Magaldi, Rivero y otros cantores.
El Indio Aguilar grabó muchas obras de su propia producción: Manos brujas (fox-trot); Ofrenda gaucha (estilo); Las madreselvas (zamba); los tangos Milonguera, Flor campera, Trenzas negras, Al mundo le falta un tornillo, Tengo miedo y Lloró como una mujer; los valses Añoranzas, Aromas de El Cairo, Manuelita y Mala suerte.
También fue cantor y por 1925 formó el dúo Aguilar-Fugazot.

## Con Carlos Gardel

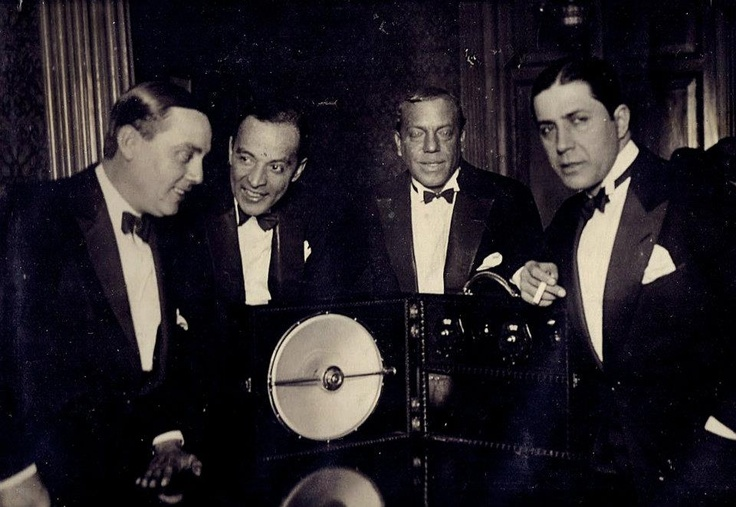
Aguilar, Guillermo Barbieri, José Ricardo y Gardel.

Su relación con Carlos Gardel no estuvo exenta de problemas, como aquellos que ocasionaron que el cantor lo echara de su conjunto hacia principios de la década del 30.
En el año 1934 Gardel, que por entonces filmaba en la Paramount en Nueva York, solicitó a Buenos Aires el envío de algunos de sus antiguos colaboradores: los guitarristas Ángel Domingo Riverol y Guillermo Barbieri. Con ellos fue Aguilar, reincorporado al equipo debido a su gran calidad como guitarrista.
Gardel lo bautizó con el apodo de Indio, por lo cual le obsequió una mascota y una cabeza de un indio diciéndole: Tomá, acá tenés tu retrato.

## El accidente donde falleció Gardel
Aguilar estuvo presente y sobrevivió con severas heridas al accidente aéreo del 24 de junio de 1935 en Medellín, en el que murieron Carlos Gardel, Alfredo Le Pera y los guitarristas Guillermo Barbieri y Ángel Domingo Riverol, mientras realizaban una gira por América Latina.
Dejó un libro inédito titulado Yo acompañé a Carlos Gardel.

## Fallecimiento
Tras el accidente aéreo de Medellín Aguilar quedó totalmente desfigurado por las quemaduras que sufrió.
La tragedia lo golpea cuando es atropellado frente a la Plaza Pueyrredón al pretender abordar un taxi que venía por la mano contraria; lo atropelló un automóvil, fracturándole una pierna.
Internado en el Hospital Álvarez, sorpresivamente falleció de un edema pulmonar el 21 de diciembre de 1951. 
Tenía sesenta años. Le sobrevivió su segunda esposa, la cancionista Chola Vetere.